# Karanganyar (Cijeungjing)
Karanganyar is een bestuurslaag in het regentschap Ciamis van de provincie West-Java, Indonesië. Karanganyar telt 2552 inwoners (volkstelling 2010).